# بودا (نبراسکا)
بودا (به انگلیسی: Buda) یک منطقهٔ مسکونی در ایالات متحده آمریکا است که در نبراسکا واقع شده‌است.